# BBC Radio
BBC Radio est l'un des départements principaux de la British Broadcasting Corporation (BBC). Il gère, finance et organise les programmes radiophoniques diffusés sur les stations de radio de la BBC.

## Histoire
En 1927, la British Broadcasting Corporation, société de droit public établie par charte royale, prend le relais de l'ancienne British Broadcasting Company, consortium privé d'entreprises de fabrication d'équipements radio fondé en 1922. Avant le déclenchement de la Seconde Guerre mondiale, la BBC avait développé deux chaînes généralistes qui couvraient l'ensemble du territoire du Royaume-Uni − un programme national (produit à Londres) et un programme régional (produit dans la capitale et dans sept centres régionaux) − ainsi qu'un service extérieur (le BBC Empire Service).
Après la guerre, la corporation procède à une refonte de ses services de radio en trois chaînes : le Home Service (généraliste − avec décrochages régionaux); le Light Programme (émissions essentiellement de divertissement); et le Third Programme (émissions culturelles plus exigeantes). Cette structure reste en place jusqu'en 1967, lorsqu'elle est transformée avec la création d'une nouvelle station « pop » (BBC Radio 1) et le renommage des autres chaînes en Radio 2 (ex-Light), Radio 3 (ex-Third) et Radio 4 (ex-Home). L'ancien Empire Service, lui, est aussi devenu entretemps le BBC World Service.
Après les réformes de 1967, la BBC fonde plusieurs stations nouvelles, avec notamment une chaîne de 40 radios locales et plusieurs nouvelles « radios des nations » au Pays de Galles, en Écosse et en Irlande du Nord.

## Stations de BBC Radio
- BBC Radio 1 - musique pop, rock, dance et urbaine
- BBC Radio 1Xtra - musique urbaine
- BBC Radio 2 - musique des années 1960 à nos jours
- BBC Radio 3 - musique classique (pour la plupart), jazz, émissions culturelles
- BBC Radio 4 - actualités, divertissement, fiction, culture, science, histoire
- BBC Radio 4 Extra - rediffusions d'anciennes émissions parlées provenant des archives sonores de la BBC
- BBC Radio 5 Live - actualités, débats en direct et couverture en direct des évènements sportifs majeurs
- BBC Radio 5 Live Sports Extra - couverture additionnelle des événements sportifs selon les besoins
- BBC Radio 6 Music - musique des genres moins connus (le rock indépendant, le classic rock, le trip hop, la dance, l’électro, etc.)
- BBC Asian Network - station destinée aux auditeurs d'origine sud-asiatique et/ou s'intéressant aux affaires sud-asiatiques
- BBC Local Radio - réseau de 40 stations locales desservant l'Angleterre et les îles Anglo-Normandes
- BBC Nations - ensemble de six stations desservant le Pays de Galles (programmes en anglais et en gallois), l'Écosse (en anglais et en gaélique écossais) et l'Irlande du Nord
- BBC World Service - actualités internationales